# 666 Desdemona
666 Desdemona è un asteroide della fascia principale del diametro medio di circa 27,04 km. Scoperto nel 1908, presenta un'orbita caratterizzata da un semiasse maggiore pari a 2,5929153 UA e da un'eccentricità di 0,2383794, inclinata di 7,59136° rispetto all'eclittica.
Il suo nome fa riferimento alla protagonista femminile dell'Otello, tragedia di William Shakespeare.